# Cobalamina

La cobalamina con el ligando axial superior. Nótese que es R.

El término cobalamina hace referencia a varias formas de la vitamina B12, que dependen del ligando axial superior al ion de cobalto. Tienen una estructura básica que resulta de la unión asimétrica de cuatro anillos pirrólicos, que forman un grupo macrocíclico casi planar (núcleo de corrina) en torno a un ion central de cobalto. El anillo de corrina es similar al anillo porfirínico, que también puede ser encontrado en el grupo hemo, la clorofila y en los citocromos; y se diferencia de estos por su asimetría en las uniones entre los grupos pirrólicos. En esta estructura, el cobalto posee seis valencias, cuatro de las cuales forman un enlace covalente con los átomos de nitrógeno de los anillos pirrólicos. La quinta valencia de coordinación siempre se encuentra unida a un pseudonucleótido complejo, el 5,6-dimetilbencimidazol, casi perpendicular al núcleo y, finalmente, cuando la sexta valencia se une a diversos radicales produce los diferentes derivados de la cobalamina. Estos son:
- Cianocobalamina. Donde R = CN-
- Hidroxicobalamina. Donde R = OH-
- Metilcobalamina. Donde R = CH3-
- Adenosilcobalamina. Donde R = Ado-. También es una forma activa de la vitamina B12.

La cobalamina es susceptible al ácido. Durante su biosíntesis, varios complejos son formados para protegerla.